# جورجیو گالی (بازیکن فوتبال)
جورجیو گالی (انگلیسی: Giorgio Galli؛ زادهٔ ۱۱ فوریهٔ ۱۹۹۶) بازیکن فوتبال است.
از باشگاه‌هایی که در آن بازی کرده‌است می‌توان به باشگاه فوتبال مونتسا اشاره کرد.